# 雷登托拉
雷登托拉是巴西南大河州的一个市镇。总面积302.64平方公里，总人口9600人，人口密度31.7人/平方公里。